# Éva Pozsik
Éva Pozsik (* 19. Juli 1956 in Budapest) ist eine ungarische Badmintonspielerin.

## Karriere
Éva Pozsik gewann 1977 ihren ersten nationalen Titel in Ungarn, wobei sie im Damendoppel mit Éva Cserni erfolgreich war. Ein Jahr später siegte sie im Mixed mit József Papp. 1979 war sie noch einmal im Doppel erfolgreich. 1979 und 1980 wurde sie Mannschaftsmeisterin.

## Sportliche Erfolge
| Saison | Veranstaltung                 | Disziplin   | Platz | Name                     |
| ------ | ----------------------------- | ----------- | ----- | ------------------------ |
| 1977   | Ungarn: Einzelmeisterschaften | Damendoppel | 1     | Éva Cserni / Éva Pozsik  |
| 1978   | Ungarn: Einzelmeisterschaften | Mixed       | 1     | József Papp / Éva Pozsik |
| 1979   | Ungarn: Einzelmeisterschaften | Damendoppel | 1     | Éva Varga / Éva Pozsik   |